# Kentish Challenge Cup
De Kentish Challenge Cup, kortweg The Kentish Cup, is een drielandentoernooi voor militaire voetbalelftallen. De deelnemers zijn Nederland, Frankrijk en Verenigd Koninkrijk. Tot en met 2007 nam ook België (de "Jassen") deel. Om deze beker wordt al sinds 1921 gestreden en daarmee is het de oudste beker binnen de UEFA en FIFA.

## Geschiedenis
De beginselen van het toernooi zijn ontstaan tijdens de Eerste Wereldoorlog, toen diverse geallieerde landen tegen elkaar voetbalden achter het front. De Britse majoor Kentish besloot in 1921 een voetbalcup op te zetten ter bevordering van de goede betrekkingen tussen de Britse, Belgische en Franse strijdkrachten. Toen Frankrijk zich in het seizoen 1986/87 terugtrok, nam Nederland de opengevallen plaats over. De edities erna ging de Kentish Challenge Cup door als een vierlandentoernooi. Na het terugtrekken van België in 2008 is het weer een drielandentoernooi.

## Winnaars
- 1921:  Verenigd Koninkrijk
- 1922:  Verenigd Koninkrijk
- 1923:  België,  Verenigd Koninkrijk en  Frankrijk (gedeeld)
- 1924:  België
- 1925:  België
- 1926:  België
- 1927:  Verenigd Koninkrijk
- 1928:  Verenigd Koninkrijk
- 1929 : niet uitgespeeld
- 1930:  België
- 1931:  Verenigd Koninkrijk
- 1932:  België
- 1933:  België
- 1934:  Frankrijk
- 1935:  Verenigd Koninkrijk
- 1936:  Frankrijk
- 1937:  Frankrijk
- 1938:  Frankrijk
- 1939:  België
- 1940 t/m 1946: niet gespeeld in verband met de Tweede Wereldoorlog
- 1947:  België,  Verenigd Koninkrijk en  Frankrijk (gedeeld)
- 1948:  Verenigd Koninkrijk
- 1949:  Frankrijk
- 1950:  Frankrijk
- 1951:  België
- 1952:  Verenigd Koninkrijk
- 1953:  Verenigd Koninkrijk
- 1954:  Frankrijk
- 1955:  Verenigd Koninkrijk
- 1956:  Frankrijk
- 1957:  België
- 1958:  Frankrijk
- 1959:  Frankrijk
- 1960:  Frankrijk
- 1961:  Frankrijk
- 1962:  Verenigd Koninkrijk
- 1963:  Frankrijk
- 1964:  Verenigd Koninkrijk
- 1965:  Frankrijk
- 1966:  Frankrijk
- 1967:  België
- 1968:  België
- 1969:  Verenigd Koninkrijk
- 1970:  Verenigd Koninkrijk
- 1971:  Frankrijk
- 1972:  Frankrijk
- 1973:  België
- 1974:  België
- 1975:  België
- 1976:  België
- 1977:  België
- 1978:  België
- 1979:  België
- 1980:  België
- 1981:  Frankrijk
- 1982:  Frankrijk
- 1983:  Frankrijk
- 1984:  Verenigd Koninkrijk
- 1985:  Frankrijk
- 1986:  België
- 1987:  België
- 1988:  Nederland
- 1989:  Verenigd Koninkrijk
- 1990:  België
- 1991:  België
- 1992:  België
- 1993:  België
- 1994:  Nederland
- 1995:  Nederland
- 1996:  Verenigd Koninkrijk
- 1997:  Nederland
- 1998:  Verenigd Koninkrijk
- 1999:  België
- 2000:  Nederland
- 2001:  Nederland
- 2002:  Nederland
- 2003:  Verenigd Koninkrijk
- 2004:  Verenigd Koninkrijk
- 2005:  Nederland
- 2006:  Frankrijk
- 2007:  Frankrijk
- 2008:  Frankrijk
- 2009:  Frankrijk
- 2010:  Verenigd Koninkrijk
- 2011:  Frankrijk
- 2012:  Frankrijk
- 2013:  Frankrijk
- 2014:  Verenigd Koninkrijk
- 2015 : niet gespeeld in verband met aanslagen in Parijs
- 2016:  Verenigd Koninkrijk
- 2017:  Verenigd Koninkrijk
- 2018 : niet gespeeld
- 2019:  Verenigd Koninkrijk
- 2020 : niet gespeeld in verband met coronacrisis
- 2021 : niet gespeeld in verband met coronacrisis
- 2022:  Frankrijk
- 2023:  Verenigd Koninkrijk
- 2024:  Verenigd Koninkrijk